# Tour de California 2014
La 9.ª edición del Tour de California (nombre oficial Amgen Tour of California) se disputó desde el 11 hasta el 18 de mayo de 2014.
Contó con 8 etapas comenzando en Sacramento y finalizando en Thousand Oaks tras 1.143 km de recorrido. De las 8 etapas, una fue una contrarreloj y dos culminaron con llegada en alto.
Integrada al calendario UCI America Tour, dentro de la categoría 2.HC (máxima categoría) fue la 17.ª carrera de dicha competición. 

## Equipos participantes
Participaron de la carrera un total de 16 equipos. Nueve de ellos fueron UCI ProTeam, tres Profesionales Continentales y cuatro Continentales.
| N.º     | Equipo                                     | Cód. UCI | Categoría               |
| ------- | ------------------------------------------ | -------- | ----------------------- |
| 1-8     | BMC Racing                                 | BMC      | UCI ProTeam             |
| 11-18   | Garmin-Sharp                               | GRS      | UCI ProTeam             |
| 21-28   | Omega Pharma-Quick Step                    | OPQ      | UCI ProTeam             |
| 31-38   | Trek Factory Racing                        | TFR      | UCI ProTeam             |
| 41-48   | Team Sky                                   | SKY      | UCI ProTeam             |
| 51-58   | Orica-GreenEDGE                            | OGE      | UCI ProTeam             |
| 61-68   | Cannondale Pro Cycling                     | CAN      | UCI ProTeam             |
| 71-78   | Belkin-Pro Cycling Team                    | BEL      | UCI ProTeam             |
| 81-88   | Giant-Shimano                              | GIA      | UCI ProTeam             |
| 91-98   | UnitedHealthcare Professional Cycling Team | UHC      | Profesional Continental |
| 101-108 | NetApp-Endura                              | TNE      | Profesional Continental |
| 111-118 | Novo Nordisk                               | TNN      | Profesional Continental |
| 121-128 | Optum-Kelly Benefit Strategies             | OPM      | Continental             |
| 131-137 | Jelly Belly-Maxxis                         | JBC      | Continental             |
| 141-148 | Jamis-Hagens Berman                        | JHS      | Continental             |
| 151-158 | Bissell Development Team                   | BDT      | Continental             |

## Etapas
| Etapa | Fecha      | Recorrido                   | km         | Ganador         | Líder           |
| 1.ª   | 11 de mayo | Sacramento-Sacramento       | 193,1      | Mark Cavendish  | Mark Cavendish  |
| 2.ª   | 12 de mayo | Folsom-Folsom               | 20,1 (CRI) | Bradley Wiggins | Bradley Wiggins |
| 3.ª   | 13 de mayo | San José-Monte Diablo       | 174,6      | Rohan Dennis    | Bradley Wiggins |
| 4.ª   | 14 de mayo | Monterrey -Cambria          | 165        | Will Routley    | Bradley Wiggins |
| 5.ª   | 15 de mayo | Pismo Beach-Santa Bárbara   | 172,8      | Taylor Phinney  | Bradley Wiggins |
| 6.ª   | 16 de mayo | Santa Clarita-Mountain High | 151,9      | Esteban Chaves  | Bradley Wiggins |
| 7.ª   | 17 de mayo | Santa Clarita-Pasadena      | 142,7      | Peter Sagan     | Bradley Wiggins |
| 8.ª   | 18 de mayo | Thousand Oaks-Thousand Oaks | 122.5      | Mark Cavendish  | Bradley Wiggins |

## Clasificaciones finales

### Clasificación general
| Posición | Ciclista         | Equipo             | Tiempo           |
| -------- | ---------------- | ------------------ | ---------------- |
|          | Bradley Wiggins  | Sky                | 28 h 22 min 05 s |
| 2.       | Rohan Dennis     | Garmin-Sharp       | a 30 s           |
| 3.       | Lawson Craddock  | Giant-Shimano      | a 1 min 48 s     |
| 4.       | Tiago Machado    | Team NetApp-Endura | a 2 min 02 s     |
| 5.       | Adam Yates       | Orica GreenEDGE    | a 2 min 14 s     |
| 6.       | Peter Stetina    | BMC Racing         | a 2 min 30 s     |
| 7.       | Esteban Chaves   | Orica GreenEDGE    | a 2 min 39 s     |
| 8.       | Laurens Ten Dam  | Belkin             | a 3 min 01 s     |
| 9.       | Janier Acevedo   | Garmin-Sharp       | a 3 min 05 s     |
| 10.      | David de la Cruz | Team NetApp-Endura | a 3 min 06 s     |

### Clasificación por puntos
| Posición | Ciclista       | Equipo                  | Puntos |
| -------- | -------------- | ----------------------- | ------ |
|          | Peter Sagan    | Cannondale              | 47     |
| 2.       | Mark Cavendish | Omega Pharma-Quick Step | 34     |
| 3.       | John Degenkolb | Giant-Shimano           | 30     |

### Clasificación de la montaña
| Posición | Ciclista          | Equipo           | Puntos |
| -------- | ----------------- | ---------------- | ------ |
|          | Will Routley      | Optum            | 42     |
| 2.       | Christopher Jones | UnitedHealthcare | 31     |
| 3.       | Esteban Chaves    | Orica-GreenEDGE  | 24     |

### Clasificación de los jóvenes
| Posición | Ciclista        | Equipo          | Tiempo           |
| -------- | --------------- | --------------- | ---------------- |
|          | Lawson Craddock | Giant-Shimano   | 28 h 21 min 53 s |
| 2.       | Adam Yates      | Orica GreenEDGE | a 26 s           |
| 3.       | Daan Olivier    | Giant-Shimano   | a 3 min 03 s     |

### Clasificación por equipos
| Posición | Equipo          | Tiempo           |
| -------- | --------------- | ---------------- |
|          | Garmin-Sharp    | 85 h 12 min 16 s |
| 2.       | Giant-Shimano   | a 4 min 22 s     |
| 3.       | Orica-GreenEDGE | a 5 min 53 s     |

## Evolución de las clasificaciones
| Etapa (Vencedor)                 | Clasificación general | Clasificación por puntos | Clasificación de la montaña | Clasificación de los jóvenes | Clasificación por equipos | Premio de la combatividad |
| -------------------------------- | --------------------- | ------------------------ | --------------------------- | ---------------------------- | ------------------------- | ------------------------- |
| 1.ª etapa (Mark Cavendish)       | Mark Cavendish        | Mark Cavendish           | Will Routley                | Tao Geoghegan Hart           | Cannondale                | Charles Planet            |
| 2.ª etapa (CRI (Bradley Wiggins) | Bradley Wiggins       | Mark Cavendish           | Will Routley                | Lawson Craddock              | Trek Factory Racing       | No se otorgó              |
| 3.ª etapa (Rohan Dennis)         | Bradley Wiggins       | Mark Cavendish           | Will Routley                | Lawson Craddock              | Garmin-Sharp              | Luis Enrique Lemus        |
| 4.ª etapa (Will Routley)         | Bradley Wiggins       | Mark Cavendish           | Will Routley                | Lawson Craddock              | Garmin-Sharp              | Jonathan Clarke           |
| 5.ª etapa (Taylor Phinney)       | Bradley Wiggins       | Peter Sagan              | Will Routley                | Lawson Craddock              | Garmin-Sharp              | Taylor Phinney            |
| 6.ª etapa (Esteban Chaves)       | Bradley Wiggins       | Peter Sagan              | Will Routley                | Lawson Craddock              | Garmin-Sharp              | Christopher Jones         |
| 7.ª etapa (Peter Sagan)          | Bradley Wiggins       | Peter Sagan              | Will Routley                | Lawson Craddock              | Garmin-Sharp              | Benjamin King             |
| 8.ª etapa (Mark Cavendish)       | Bradley Wiggins       | Peter Sagan              | Will Routley                | Lawson Craddock              | Garmin-Sharp              | Jack Bobridge             |
| Final                            | Bradley Wiggins       | Peter Sagan              | Will Routley                | Lawson Craddock              | Garmin-Sharp              | No otorgado               |